# Simón Lecue
Simón Lecue Andrade (né le 11 février 1912 à Arrigorriaga et mort le 27 février 1984 à Madrid) est un footballeur espagnol.

## Biographie
Lecue joue 36 matchs avec le Deportivo Alavés, et inscrit 6 buts. il part ensuite pour le Real Betis avec qui il remporte le titre de La Liga sous les ordres de l'entraîneur Patrick O'Connell pendant la saison 1934/1935. il joue 55 matchs avec le Real Betis, et marque 24 buts. Lecue joue ensuite au Real Madrid pendant quatre saisons avant de signer dans son dernier club de Liga, le Valence CF. il joue 80 fois au Real Madrid, pour 25 buts. À Valence, il ne marque que 4 buts en 77 matchs.
Il joue 7 fois et inscrit un but, en 1936 pour l'équipe d'Espagne de football, et joue pendant la coupe du monde 1934.